# آرشیدوک‌نشین اتریش
آرشیدوک‌نشین اتریش (به آلمانی: Erzherzogtum Österreich) یک دولت، قلمرو و حکومت دوک اتریش می‌باشد که یکی از مهم‌ترین کشورهای امپراتوری مقدس روم و همچنین هستهٔ اصلی دودمان هابسبورگ بود. سرمایهٔ اصلی این دوک‌نشین از مرکز قدرت یعنی وین تأمین می‌شد و تمرکز اصلی آن در حوضهٔ رود دانوب در اتریش بود که در اروپای مرکزی واقع شده‌است.

## تاریخچه

### خراج ندادن به عثمانی
احمد یکم، سلطان عثمانی در اوایل سلطنت خود، تحکم و قدرت از خود نشان داد اما اعتبار آن در معاهده ژیتواتوروک که در سال ۱۶۰۶ امضا شد، لکه دار شد و به موجب آن خراج سالانه آرشیدوک‌نشین اتریش لغو شد.